# لديتا
لديتا (بالإنجليزية: Lideta)‏ هي واحدة من العشرة مُدن فرعية في أديس أبابا عاصمة إثيوبيا. في عام 2011 بلغ تعداد سُكان هذه المدينة 214,769 نسمة.